# 金ヶ崎の戦い (南北朝時代)
金ヶ崎の戦い（かねがさきのたたかい）は、南北朝時代の延元元年/建武3年（1336年）から翌延元2年/建武4年（1337年）3月にかけて、越前国金ヶ崎城（福井県敦賀市）に籠城する新田義貞率いる建武政権残党軍（のち南朝方）の軍勢と、それを攻撃する斯波高経率いる室町幕府・北朝方の軍勢との間で行われた戦いである。

## 背景
後醍醐天皇の建武政権と足利尊氏の間に発生した建武の乱は、初め南朝が優勢で尊氏を九州に追いやったが、同地で再起して本州に上陸した尊氏に、延元元年/建武3年5月25日（1336年7月4日）の湊川の戦い、および同年6月から8月にかけて行われた第二次京都合戦に大敗し、比叡山に逃れた。さらに建武政権軍は9月の近江の戦いでも敗れ、10月10日（西暦1336年11月13日）、建武政権は足利氏に投降して崩壊した。
一方、新田義貞と弟の脇屋義助は、後醍醐天皇の二人の皇子恒良親王と尊良親王や公家の洞院実世らを伴って下山し、北陸を目指した。寒中の木ノ芽峠越えにて多数の犠牲者を出したものの、氣比神宮の宮司である気比氏治に迎えられ、10月13日に越前国金ヶ崎城（福井県敦賀市）に入城した。後醍醐天皇もまた和睦直後に京都を脱して吉野へ逃れ、延元元年/建武3年12月21日（1337年1月23日）に南朝を創始した。

## 経過
義貞の入城直後、越前国守護斯波高経が率いる北朝方は金ヶ崎城を包囲した。高経は、守りの堅い金ヶ崎城を攻めあぐね、兵糧攻めを行う。翌1337年（延元2年/建武4年）、尊氏は高師泰を大将に各国の守護を援軍として派遣し、金ヶ崎城を厳しく攻め立てた。杣山城の脇屋義治、瓜生保らは援軍を組織し包囲軍に攻撃をかけるが、救援に失敗。新田義貞、脇屋義助、洞院実世は援軍を求めるため、二人の皇子と新田義顕らを残し、兵糧の尽きた金ヶ崎城を脱出したが、再び金ヶ崎城へ戻ることはできなかった。
3月3日、北朝方が金ヶ崎城に攻め込む。兵糧攻めによる飢餓と疲労で城兵は次々と討ち取られ、3月6日落城する。尊良親王・新田義顕は自害し、恒良親王は北朝方に捕縛された。

## 参加人物
南朝勢、新田勢
尊良親王、恒良親王、新田義貞、新田義顕、脇屋義助、脇屋義治、一井貞政、洞院実世、世尊寺行房、気比氏治、得能通綱、瓜生保
北朝勢
斯波高経、高師泰、仁木頼章、今川頼貞、細川頼春、小笠原貞宗、塩冶高貞